# Gelduba

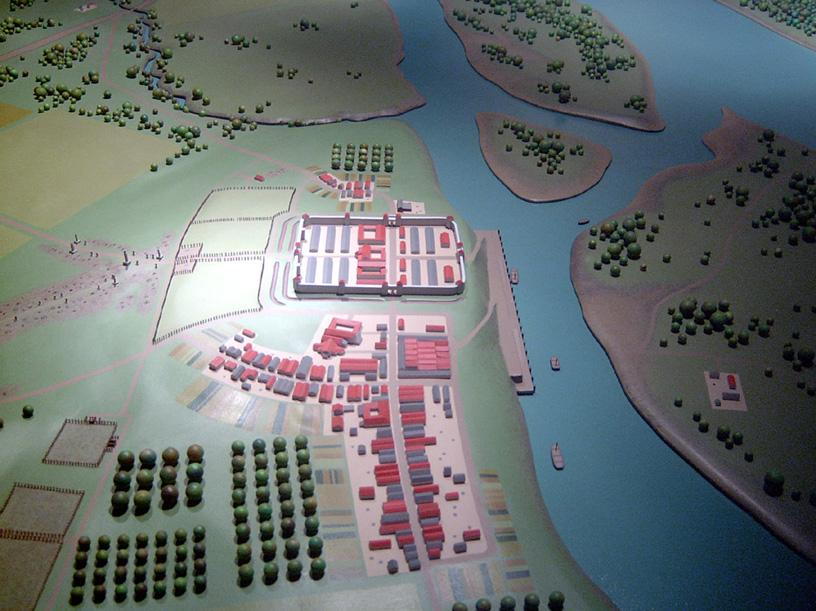
Modelo.

Gelduba era un castro romano en la provincia Germania Inferior del Imperio Romano ubicado donde está actualmente el barrio Gellep-Stratum de Krefeld en Alemania. Según Plinio el Viejo era un «castellum Rheno impositum» (un campamento junto al Rin). Está declarada Patrimonio de la Humanidad por la UNESCO desde 2021. El asentamiento es particularmente conocido por su necrópolis.

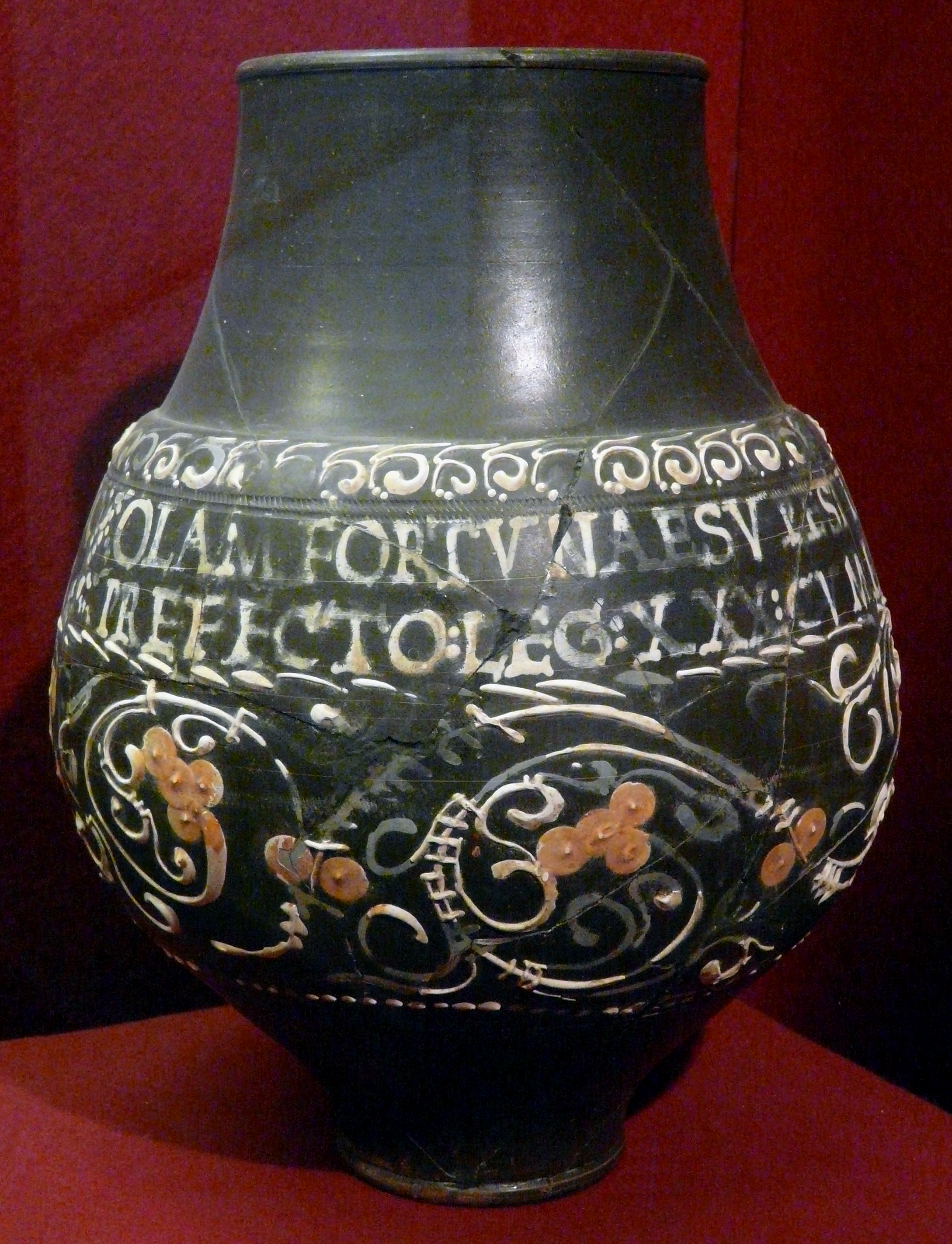
Cerámica del con engobe negro procedente de Gelduba en la que aparece reseñado Clementino Advento, Praefectus legionis de la XXX Ulpia Victrix a finales del.

## Historia
Era un centro agrícola muy rico. Fue fundado al lado del asentamiento ubio del mismo nombre entre 12 y 9 a. C., probablemente por Nerón Claudio Druso. En el año 69 se libró una batalla durante la rebelión de Julio Civilis, donde Cayo Dilio Vócula había establecido su campamento. Seguramente fundó este asentamiento para poder maniobrar durante la rebelión de los bátavos. Según Tácito, Gelduba estuvo poco tiempo en manos de los romanos y se rindió con la presión de Civilis. Después del año 70 los romanos construyeron un fuerte auxiliar, según se deduce del Itinerario de Antonino, que la sitúa en la orilla izquierda del Rin, entre Novesium (Neuss) y Calo, en la vía que iba de Colonia a Leiden. En las excavaciones en ese lugar se han encontrado numerosas monedas.
El fuerte era de madera y se reconstruyó de piedra a mediados del siglo II d. C.. Fue la sede de la cohorte  II Varcinorum Equitata que todavía la defendía en el siglo  III cuando los francos la destruyeron hacia el año 256 o 257. Se reconstruyó, pero los francos la volvieron a destruir en el 275. Los romanos lo volvieron a levantar y hacia 354 fue atacada de nuevo, pero todavía existía a principios del siglo V cuando los francos lo ocuparon definitivamente. Consta todavía la existencia del puerto fluvial en el siglo VIII.